# مي وفيق سردوك
مي وفيق سردوك(ولدت في 4 يونيو 1963) هي لاعبة قوى أولمبية لبنانية. مثلت لبنان في دورة الألعاب الأولمبية الصيفية 1988 في سول.

## المشاركة الأولمبية

### الألعاب الأولمبية الصيفية 1988
كانت مي ونانسي خلف المشاركتان الوحيدتان من لبنان في تلك البطولة من بين مجموع 21 مشاركاً في لبنان.

## وصلات خارجية
- مي وفيق سردوك على موقع اللجنة الأولمبية الدولية (الإنجليزية)
- مي وفيق سردوك على موقع أوليمبيديا (الإنجليزية)

May Sardouk at Olympic.org